# Índigo Cristal
Índigo Cristal é o sétimo álbum de estúdio da banda de reggae brasileira Natiruts. Foi lançado em 4 de agosto de 2017 pela editora discográfica Sony Music. O álbum marca o primeiro álbum de estúdio da banda desde o lançamento de Raçaman em 2009. A produção do disco ficou por conta do vocalista e produtor musical da banda Alexandre Carlo.

## Antecedentes
Após oito anos sem lançar nenhum material de musicas inéditas, o grupo anunciou em julho anunciou que lançaria um novo álbum, juntamente com o anuncio, veio o lançamento de um nova música de trabalho intitulada "Sol do meu amanhecer". Em entrevista ao Estadão, quando foi perguntado sobre o hiato de faixas inéditas o vocalista e líder do grupo Alexandre Carlo declarou: "Sentíamos a necessidade de revisitar a nossa história até aquele momento, porém, em outros formatos. Aproveitamos também para trabalhar em releituras de artistas que nos inspiram, como Luiz Melodia, Os Paralamas do Sucesso e Djavan. Além disso, esse tempo foi importante para vivenciarmos novas experiências e trazê-las para o universo das canções inéditas".

## Capa do álbum
A capa do álbum expõe a modelo carioca Mahany Pery em foto de Beto Gatti, autor da arte do disco, criada em parceria com Júlio Araújo.

## Divulgação
No dia 9 de junho de 2017, o grupo lançou "Sol do meu amanhecer" como a música de trabalho do álbum. O videoclipe da faixa lançado na mesma data e conta com a participação do ator Diogo Sales, da Miss Brasil Raissa Santana e a direção de Rafael Costa K. No dia 13 de junho de 2017 às 16 horas 43 minutos, momento da conjunção entre o Sol e a Lua em gêmeos foi lançada a segunda música de trabalho do disco, intitulada "Dois Planetas". "Na positiva" foi lançada em 31 de agosto de 2017 como a terceira música de trabalho do álbum. Após o lançamento do álbum, a banda viajou pela América do Sul para uma miniturnê. O grupo tocou em países como Argentina, Uruguai e Chile, tendo feito também dois shows no México no final de agosto do mesmo ano.

## Lista de faixas
| Índigo Cristal' |                                                           |         |  |
| N.º             | Título                                                    | Duração |  |
| 1.              | "Na Positiva"                                             | 4:18    |  |
| 2.              | "Caminhando Eu Vou"                                       | 4:15    |  |
| 3.              | "Sol do Meu Amanhecer"                                    | 4:09    |  |
| 4.              | "Dois Planetas"                                           | 6:12    |  |
| 5.              | "Eu Quero Demais" (com participação especial de Ed Motta) | 4:25    |  |
| 6.              | "Pode Crer"                                               | 3:34    |  |
| 7.              | "Que Bom Você de Volta"                                   | 4:26    |  |
| 8.              | "A Justiça Falha"                                         | 4:05    |  |
| 9.              | "Desculpe Doutor"                                         | 4:22    |  |
| 10.             | "Coração pro Vento"                                       | 3:09    |  |
| 11.             | "Índigo Cristal"                                          | 3:40    |  |
| Duração total:  | Duração total:                                            | 46:35   |  |

## Histórico de lançamento
| País   | Data                | Formato                                              | editora discográfica | Referência |
| ------ | ------------------- | ---------------------------------------------------- | -------------------- | ---------- |
| Brasil | 4 de agosto de 2017 | Disco compacto Descarga digital Transmissão contínua | Sony Music           | [ 7 ]      |